# The Last Detail
 The Last Detail és una pel·lícula estatunidenca dirigida per Hal Ashby, estrenada el 1973.

## Argument
Dos mariners, Buddusky i Mulhall, encarregats pel seu superior d'escortar a la presó un dels seus, Meadows, per delicte, prenen d'afecte per ell i procuren que s'ho passi bé abans del seu empresonament...

## Repartiment
- Jack Nicholson: SM1 Billy « Bad Ass » Buddusky
- Otis Young: GM1 « Mule » Mulhall
- Randy Quaid: Marin Larry Meadows
- Carol Kane: la jove prostituta
- Michael Moriarty: Mariner O.D.
- Nancy Allen: Nancy
- Michael Chapman: taxista
- Derek McGrath: Membre del Nichiren Shoshu
- Gilda Radner: Membre del Nichiren Shoshu

## Premis i nominacions

### Premis
- 1974. Premi a la interpretació masculina (Festival de Cannes) per Jack Nicholson
- 1975. BAFTA al millor actor per Jack Nicholson
- 1975. BAFTA al millor guió per Robert Towne

### Nominacions
- 1974. Oscar al millor actor per Jack Nicholson
- 1974. Oscar al millor actor secundari per Randy Quaid
- 1974. Oscar al millor guió adaptat per Robert Towne
- 1974. Palma d'Or al Festival Internacional de Cinema de Cannes per Hal Ashby
- 1974. Globus d'Or al millor actor dramàtic per Jack Nicholson
- 1974. Globus d'Or al millor actor secundari per Randy Quaid
- 1975. BAFTA a la millor pel·lícula
- 1975. BAFTA al millor actor secundari per Randy Quaid